# WHU - Otto Beisheim School of Management
La WHU - Otto Beisheim School of Management est une école de commerce allemande fondée en 1984 par la Chambre de commerce de Coblence. Originellement appelée Wissenschaftliche Hochschule für Unternehmensführung (en français : « Université des sciences appliquées pour la gestion des entreprises »), son nom est modifié en 1993 pour rendre hommage à l'un de ses bienfaiteurs, l'industriel allemand Otto Beisheim. Elle détient deux campus, situés à Vallendar et Düsseldorf.
La WHU est considérée comme l'une des plus prestigieuses écoles de commerce du monde germanophone,,. Elle est notamment connue pour son programme de master en management, qui obtient régulièrement des scores très élevés dans les classements internationaux,,. Elle détient par ailleurs un large réseau de 220 universités partenaires et propose de nombreux doubles diplômes. L'école est aussi connue pour ses formations en entrepreneuriat, et compte en 2017 le quatrième plus grand nombre d'anciens étudiants fondateurs de licornes au monde.
En septembre 2022, l'école comptait 2 082 étudiants (dont des doctorants) et 59 professeurs.

## Personnalités notables

### Anciens élèves
- Robert Gentz, cofondateur de Zalando
- Roman Kirsch, fondateur de Lesara
- Thomas Buberl, directeur général d'Axa

### Professeurs
- Hartmut Berghoff, historien
- Paul Achleitner, homme d'affaires
- Remedios Solano Rodríguez, écrivaine et historienne